# Menophra prouti
Menophra prouti là một loài bướm đêm trong họ Geometridae.